# 泰尔
（羅馬化：Ṣūr；腓尼基语：𐤑𐤅𐤓‬ Ṣur；希伯來語： Tzor；提比里安希伯来语： Ṣōr；阿卡德語：Ṣurru，羅馬化：Týros），又譯蘇爾、提洛、提爾（Tyre），位於地中海東部沿岸，為古代海洋貿易的中心，今屬黎巴嫩。基督教的和合本《圣经》譯本翻译为“推羅”。
泰爾城延伸突出於地中海上，在以色列阿卡北方二十三英里（約37公里），西頓城南二十英里（約32公里）處，現有居民117,100人。“泰爾”本意為岩石。
該城是古代腓尼基人的要邑，現在則位列黎巴嫩的第四大城，也是該國主要的港口之一。由於擁有許多遺跡，也是熱門的觀光景點；其中的羅馬競技場已在1979年為聯合國教科文組織列入世界遺產中。

## 神話
根據希臘神話，泰爾國王的女兒歐羅巴長得非常漂亮。一天，當公主和侍女在海邊採集花朵時，被眾神之父宙斯所見，宙斯驚為天人，於是決定誘姦歐羅巴。宙斯於是化身為一隻雪白的公牛出現在海邊，好奇的歐羅巴看到這樣溫馴的巨獸，便騎上了公牛的背。沒想到公牛急速地衝向大海，驚慌的歐羅巴只能緊緊地抓住公牛的角。公牛把歐羅巴帶到克里特島後，才在歐羅巴面前顯出牠真實的身份。
歐羅巴失蹤後，泰爾國王叫兒子們出去尋找歐羅巴，並且下令：若沒有找到公主就不要回來。因此，他的兒子們都滯留他鄉，其中的卡德摩斯（Cadmus）據說因此把腓尼基字母帶到了希臘。
歐羅巴和宙斯生了三個兒子：米諾斯（後來成為克里特島的統治者）、拉達曼迪斯和薩爾珀冬。
歷史上，希臘人把愛琴海以西的大陸稱為「歐羅巴」。這也成為歐洲名稱的起源。孕育文明的歐羅巴、和傳播腓尼基字母的卡德謬斯都來自泰爾，象徵著在早期文明西傳到愛琴海（以及後來歐洲）的過程中，泰爾所扮演的樞紐地位。

## 歷史

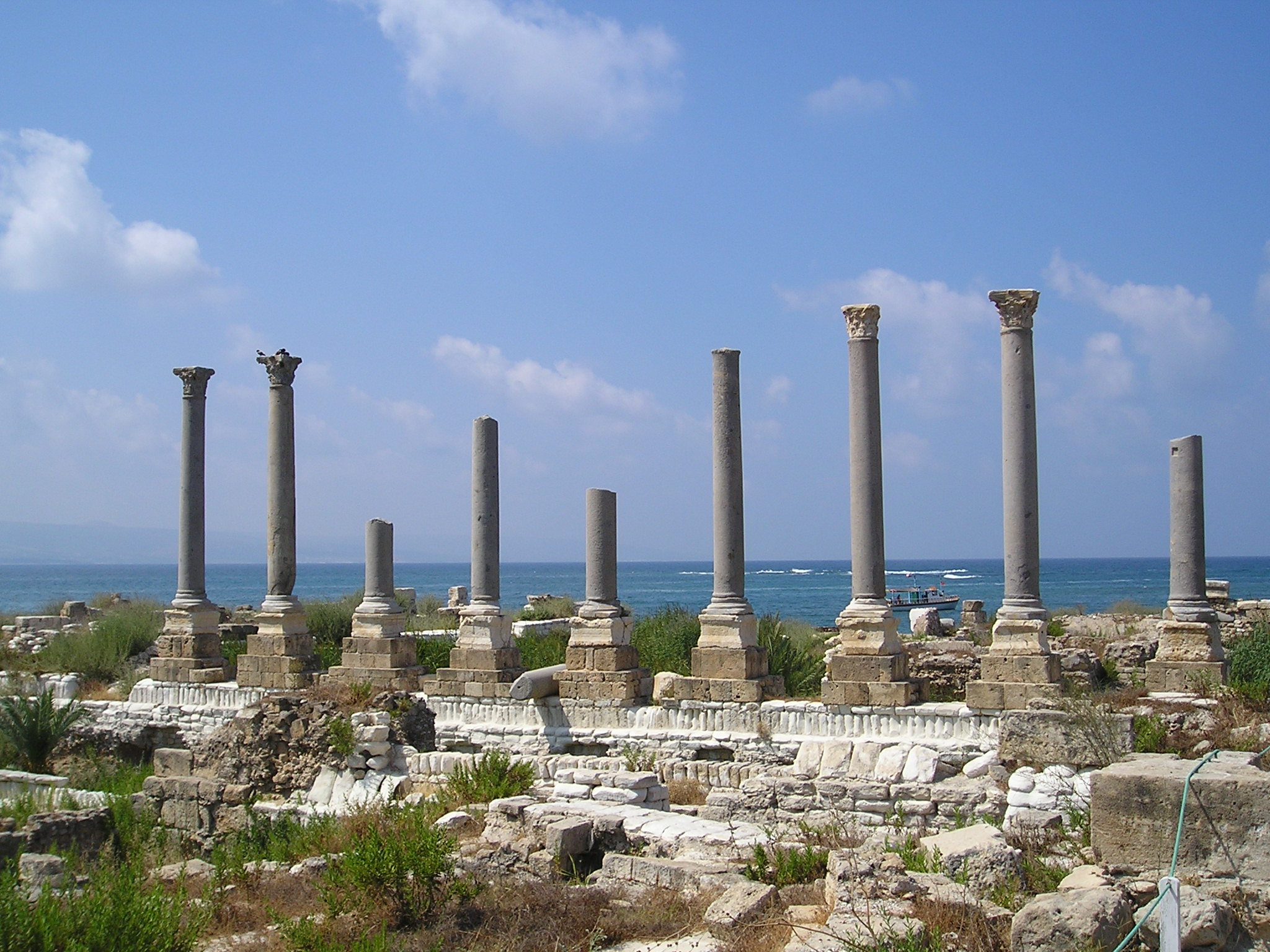
在阿爾明納發掘現場殘留的圓柱，可能是體育學校

根據現在位於同一地點且被稱為蘇爾的事實看來，該城無疑是古稱的泰爾城。在亞歷山大大帝為了圍城而連通外島之前，此城原來有兩個分處島上跟近岸的市中心。外島孤懸海中，是個有高達150英尺城牆加強防禦的城市；陸上的城市稱為烏修，比較像是沿岸的市郊而非獨立城市，主要用來供應島上木料跟飲水。雙方通常是互相合作，因為島上有海上貿易所得的財富，而陸上可提供飲水、木材和墓地；不過史學家約瑟夫斯曾經記錄到兩者間曾經彼此互相爭戰。

### 發跡
有關泰爾最早的紀錄可回溯到西元前1300年，但是希羅多德在《歷史》中提到：建城時間遠在約西元前2700年。拜比羅司的菲羅在提到最初定居在該地的人叫海普蘇拉尼烏司時，引述了古物權威桑邱尼亞松的著作。 他的著作據傳是獻給貝力圖斯之王阿比巴魯斯，後者可能就是泰爾的國王。

### 早期

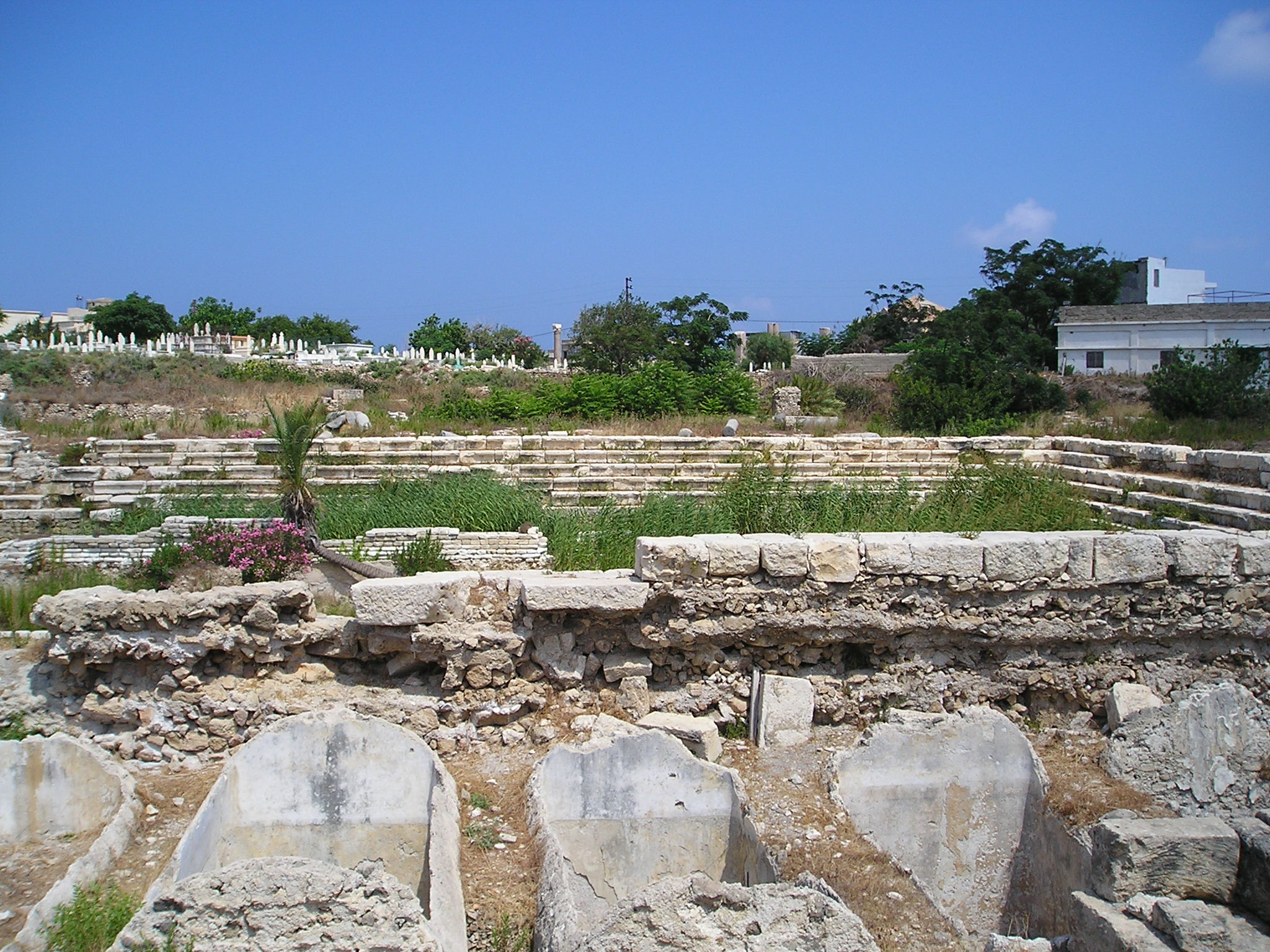
在阿爾明納發掘現場的長方形戲院

泰爾因極佳的地理位置，集中了古代歐亞非的商業貿易活動。泰爾商旅是第一批為了導航而在地中海冒險的人。他們所建立的殖民地散播在愛琴海沿岸和鄰島、希臘、北非沿岸、迦太基、西西里島、科西嘉島、西班牙的塔提索司——甚至海克利斯之柱以外的加的斯。
泰爾城因為生產一種稀有的紫染稱為泰爾紫而特別著名。在遠古許多文明中，這種顏色專供皇室或是貴族們所獨享。
西元前1000年，以色列的大衛王當政時，泰爾在國王的領導下與希伯來人訂立盟約，並提供豐富的物資。
該城曾多次遭到埃及人攻擊；曾受居於陸地的腓尼基人所協助的亞述國王萨尔玛那萨尔一世圍城五年；巴比倫國王尼布甲尼撒則在圍城十三年後無功折返。不過泰爾人在雙方妥協的合約中，同意繳付歲貢。泰爾一度納入波斯的版圖。
西元前332年，亞歷山大大帝在長達七個月的包圍後，鋪設一條跨海提道，並攻佔了泰爾，但是泰爾仍是貿易重鎮，直至基督教時代來臨。
西元前315年，亞歷山大大帝駕崩，他的將軍安提柯一世在包圍一年後，重新掌握該城。
西元前126年，從塞琉西王朝獲得獨立；直到西元前64年附近，成為羅馬行省後，泰爾依然享有自由城市的地位。

### 晚期

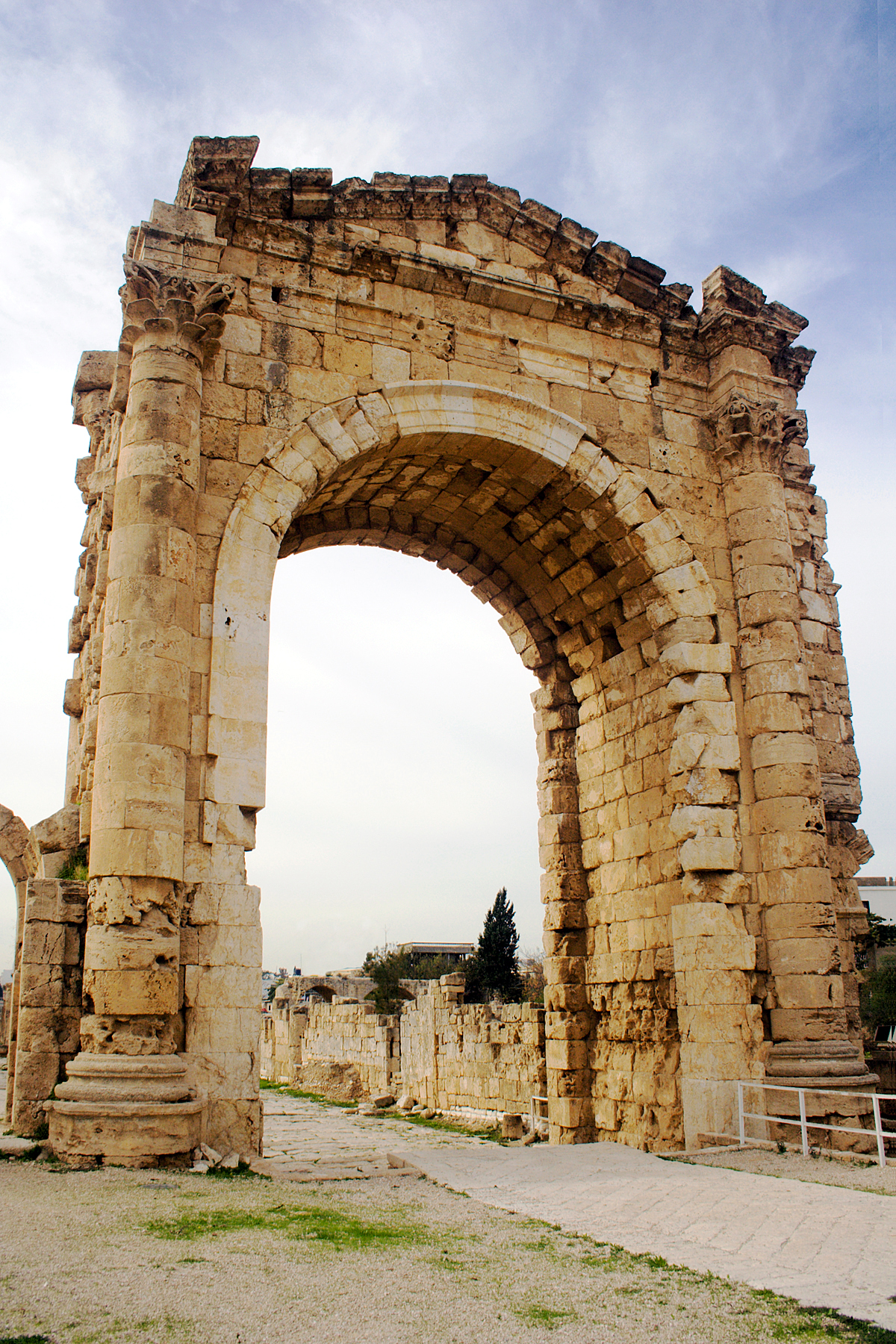
凱旋拱門

聖司提反過世後，當地設立了一個基督教會。保羅在第三次傳教之旅的歸途中，停留在泰爾一週，與當地的門徒們會談。里昂的聖伊里奈烏斯在《反駁異端》這部著作中，提到了西門·馬古斯的同行女伴來自該城。
泰爾在西元1124年被十字軍佔領，成為耶路撒冷王國中最重要的城市之一，並成為皇室直屬封地。耶路撒冷拉丁大主教的司佐泰爾大主教也駐守於此。該地的大主教常常承繼前者的頭銜。最有名的拉丁大主教當推史學家泰爾的威廉。
撒拉丁於西元1187年奪取耶路撒冷後，耶國中樞移至阿卡，不過加冕典禮改在泰爾舉辦。十三世紀時，泰爾從皇家領地中分離，成為一個十字軍的貴族頭銜兼封邑。1291年，為馬木魯克佔領後，相繼又被鄂圖曼帝國治理直至1920年黎巴嫩獨立為止。

### 黎巴嫩建國後
泰爾在1978年黎南衝突跟1982年以巴對立的第五次中東戰爭中，嚴重受創。這裡被巴勒斯坦解放組織當作基地，幾乎被以軍的砲火完全夷平。1982年以色列入侵黎南時，在該地建立軍事基地。以軍在泰爾當作指揮中心的建築分別在1982年末跟1983年十一月被炸彈摧毀，兩次都造成數十人死亡，在以色列被稱為第一及第二次泰爾慘難。第二次泰爾慘難的自殺汽車炸彈攻擊和手法相似的貝魯特美法軍事基地攻擊相隔僅僅十天。美以歸咎伊朗跟真主黨，但是雙方都否認涉案。
在2006年以黎衝突中，數枚攻擊以色列的火箭發現從該城附近的鄉村發射。至少有一座村莊遭到以軍轟炸，數人死亡，也使泰爾城中的糧食短缺惡化。以色列海軍突擊隊同時襲擊城內一些真主黨的目標。

## 文化影響
泰爾在十九世紀的英國有時被比喻為強權興衰的典範：比如約翰·拉斯金的劇作《威尼斯之石》跟吉普林的《退席聖詩》。
鮑勃·迪倫在1966年的民歌《眼帶哀愁的低地姑娘》裡，提到了泰爾國王。
哈特·克蘭在《亞特蘭提斯》一詩中，把泰爾和其他古城跟心中虛構的城市相類比。
辛普森家庭裡的尼德·弗蘭德斯，在《我的妹妹，我的模特兒》一集中，把泰爾跟西頓稱作雙城聖地。
泰爾在詩人提布魯斯的三本詩集《提布魯斯：輓歌》中，出現多次。

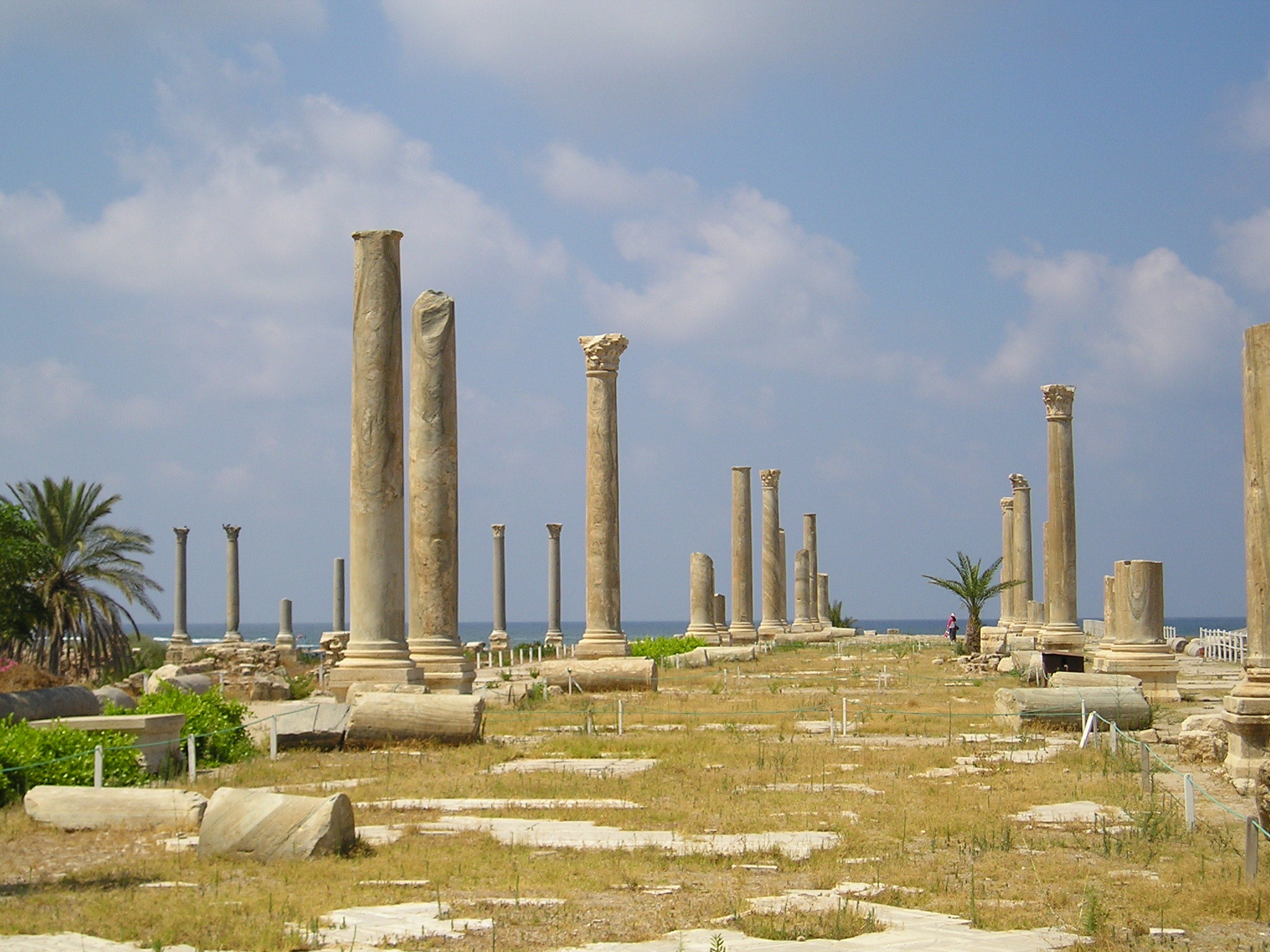
阿爾明納發掘現場的石柱大街
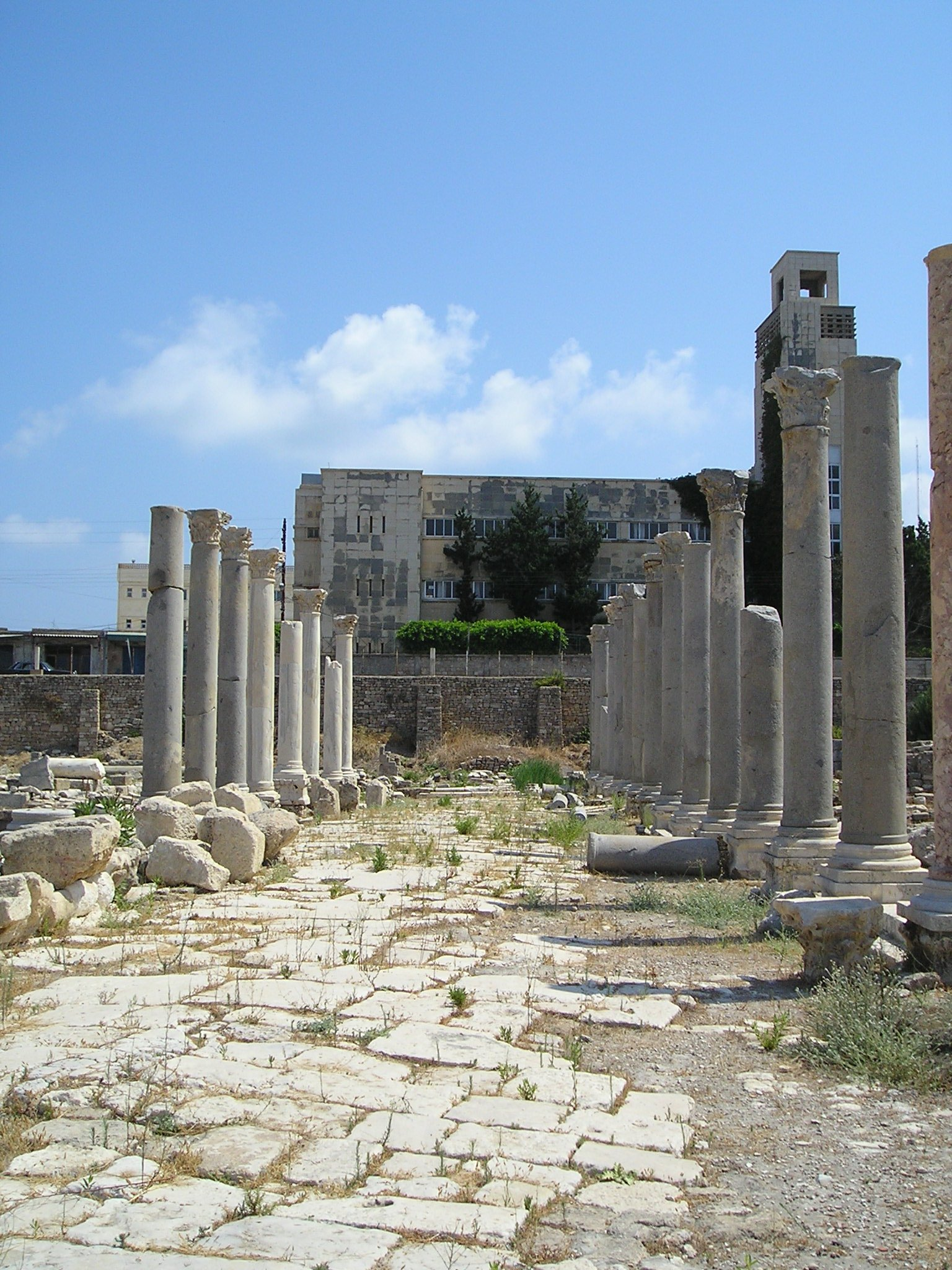
阿爾明納發掘現場的羅馬市集
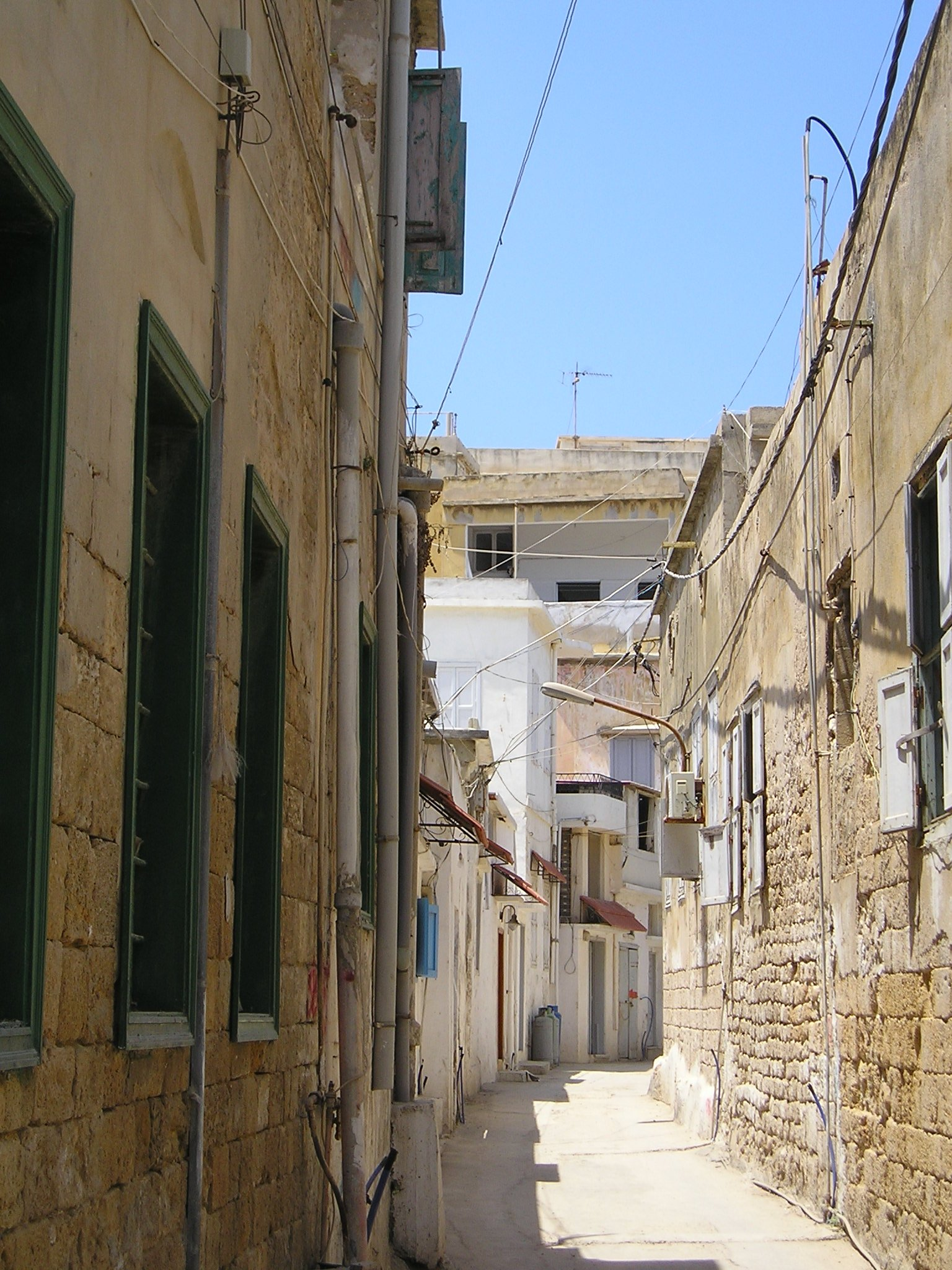
基督徒典型居住地的窄巷
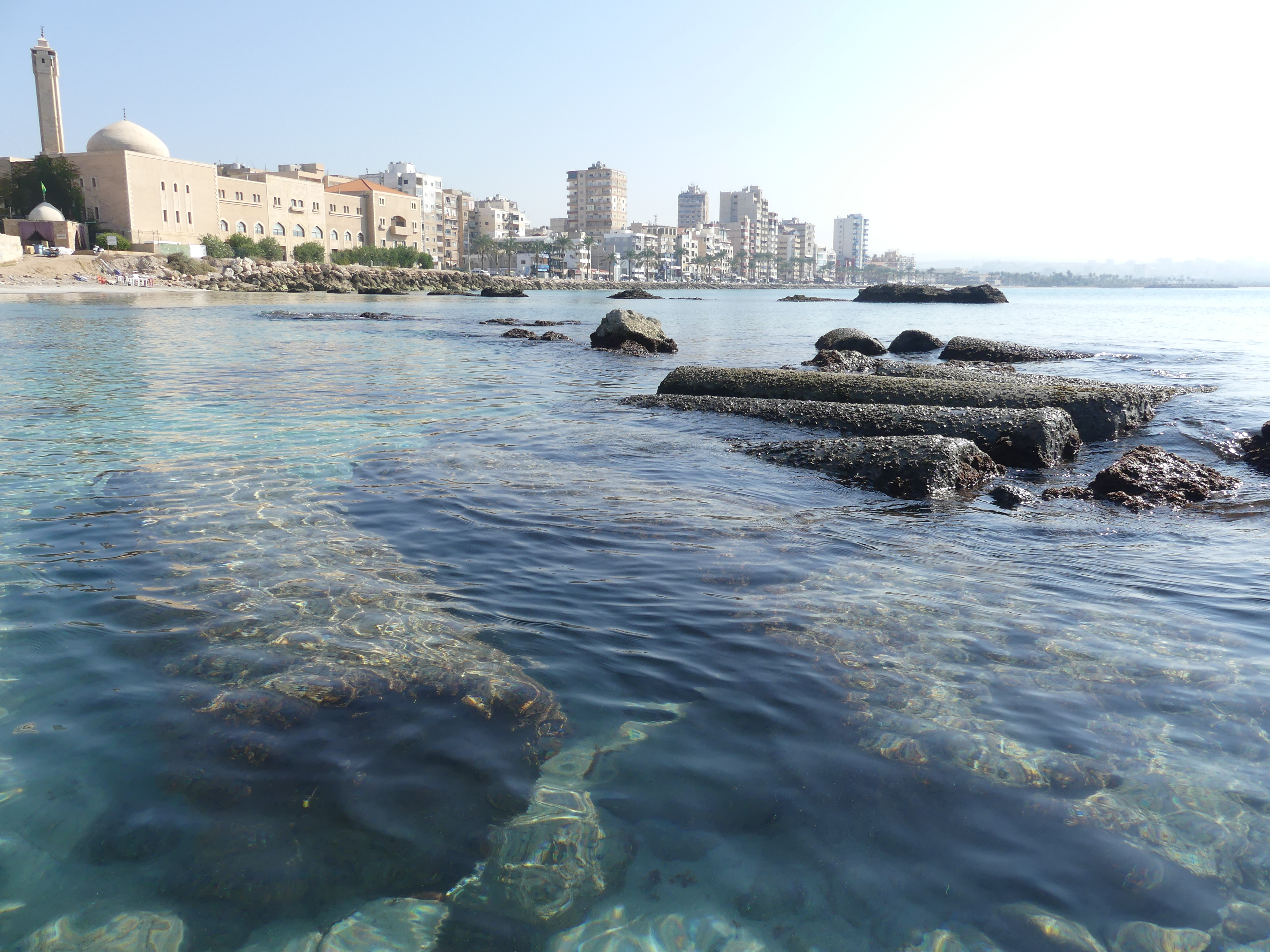
泰爾港沉沒水底遺跡